# 다우커우구
다우커우구(한국어: 대무구, 중국어: 大武口区, 병음: Dàwǔkǒu Qū)는 중국 닝샤 후이족 자치구 스쭈이산 시의 현급 행정구역이다. 넓이는 1,214km2이고, 인구는 2007년 기준으로 260,000명이다.
다우커우 구는 유명한 공업 지역으로 최근에 상당한 투자를 유치하였다. 구의 주요 계획은 아주 다양하고 주로 친환경 산업이 포함된다.

## 행정 구역
11개 가도를 관할한다.
- 가도: 长胜街道, 朝阳街道, 人民路街道, 长城街道, 青山街道, 石炭井街道, 白芨沟街道, 沟口街道, 太西街道.